# The Border Wireless
The Border Wireless er en amerikansk stumfilm fra 1918 af William S. Hart.

## Medvirkende
- William S. Hart som Steve Ransom
- Wanda Hawley som Elsa Miller
- Charles Arling som Herman Brandt
- Erich von Ritzau som Frederick Schlosss
- Bert Sprotte som Von Helm